# Pickleball
Pickleball er en ketsjersport, hvor to eller fire spillere slår en perforeret plasticbold over et net. Nettet er 86 cm højt, er strakt over banens bredde på 6,1 meter og deler banens 13,4 meter længde i to. Banen svarer dermed til målene til en badmintonbane. Sporten spilles både udendørs og indendørs. Man spiller med lette, rektangulære bat.
Spillets regler har meget til fælles med tennis og bordtennis. I forhold til padel, som er lidt tættere på tennis, minder pickleball mere om bordtennis. Kampene spilles til 11 point, men vinderen skal have mindst to point mere end modstanderen. Spillet omtales som verdens hurtigst voksende ketsjersport.
Idrætsgrenen blev opfundet i 1965 i USA. Oprindelig blev den mest spillet af ældre, men er efter 2020 vokset kraftigt, så den er udråbt til USA's hurtigst voksende sportsgren. 

## Pickleball i Danmark
Foreningen "Pickleball Denmark" startede i 2018, og i juni 2023 blev den en del af Dansk Tennis Forbund som del af en aftale, hvor tennisforbundet samtidig påtog sig at gøre en indsats for at udbrede kendskabet til pickleballsporten i Danmark. Forinden var flere lokale tennisklubber begyndt at tage pickleball op. I december 2023 oplyste tennisforbundet, at der blev spillet pickleball i 15-20 af deres medlemsforeninger, og omtrent lige så mange overvejede at tage idrætsgrenen op.

## Historie
Pickleball blev opfundet i 1965 på Bainbridge Island uden for Seattle. Joel Pritchard, Bill Bell og Barney Mccallum udformede et spil for deres børn og fik lavet bat af spånplader og spillede på plænen over et sænket badmintonnet. I 1967 stod den første permanente bane klar.